# دروازه‌های پاریس
دروازه‌های پاریس (نام اصلی فرانسوی:Porte des Lilas; دروازه‌های لاله) نام فیلمی فرانسوی و ایتالیایی محصول سال ۱۹۵۷ و به کارگردانی رنه کلر است. این فیلم برپایه رمانی اثر رنه فاله ساخته شده است.